# Projekt 10831
Projekt 10831 (v kódu NATO: NORSUB-5) je ponorka ruského námořnictva. Postavena byla jedna ponorka tohoto typu, označená AS-12 (některé prameny uvádějí AS-31). Ponorka má jaderný pohon a je schopna ponorů do velkých hloubek. Mezi její hlavní úkoly patří speciální (špionážní) operace, výzkum a záchrana posádek potopených ponorek. Provozovatelem ponorky je zpravodajskou službou GRU řízená Hlavní správa hlubokomořského výzkumu (GUGI).
Roku 2019 byla ponorka vážně požkozena požárem, při kterém zemřelo čtrnáct členů její posádky. Dle ruské agentury TASS je dokončení jejích oprav a modernizace plánováno na rok 2025. Hloubkový dostup ponorky se má zvětšit na 6000 metrů.

## Stavba
Vývoj ponorky byl zahájen ještě za Sovětského svazu. Navázal na dřívější ponorku projektu 1851 a dvě vylepšené ponorky projektu 18511. Kýl AS-12 byl založen roku 1988 v ruské loděnici v Severodvinsku. V roce 1990 byly práce nadlouho přerušeny kvůli nedostatku financí, což se změnilo po nástupu prezidenta Vladimira Putina v roce 2000. Stavba probíhala v přísném utajení. Na vodu byla spuštěna 13. srpna 2003.
První snímek ponorky byl poprvé zveřejněn v lednu 2015, kdy se překvapivě objevila v článku o Mercedesu-Benz GL v ruské edici časopisu Top Gear.

## Konstrukce
Přesné parametry ponorky jsou utajené. Její trup konvenčního tvaru obsahuje sedm propojených batysfér. Různými prameny udávaná hloubka ponoru se výrazně liší. Někdy je uvedeno 1000 metrů, jinde však až 6000 metrů. Ponorku pohání jeden jaderný reaktor. Nejvyšší rychlost údajně dosahuje až 10 uzlů na hladině a 30 uzlů pod hladinou. Mateřskou ponorkou nesoucí toto hlubokomořské plavidlo je přestavěná raketonosná ponorka projektu 667BDRM BS-64 Podmoskovje.

## Operační služba
Dne 1. července 2019 na palubě ponorky vypukl požár, který způsobil závažná poškození (titanový trup zůstal poškozen). Na otravu kouřem přitom zemřelo čtrnáct členů posádky. Sedm z nich mělo hodnost kapitána a dva byli nositeli nejvyššího ruského vyznamenání Hrdina Ruské federace. Při nehodě byla připojena k mateřské ponorce BS-64. Ponorka musela být dopravena na základnu v Severomorsku. Je to nejhorší nehoda na ruské ponorce od smrti 20 námořníků na jaderné ponorce K-152 Něrpa v roce 2008. Dle ruského ministra obrany Sergeje Šojgu požár vypukl v akumulátorové sekci a samotný reaktor nebyl poškozen. Ponorka má být opravena. Dokončení oprav a modernizace ponorky je plánováno na rok 2025.